# Mariä Heimsuchung (Perchting)

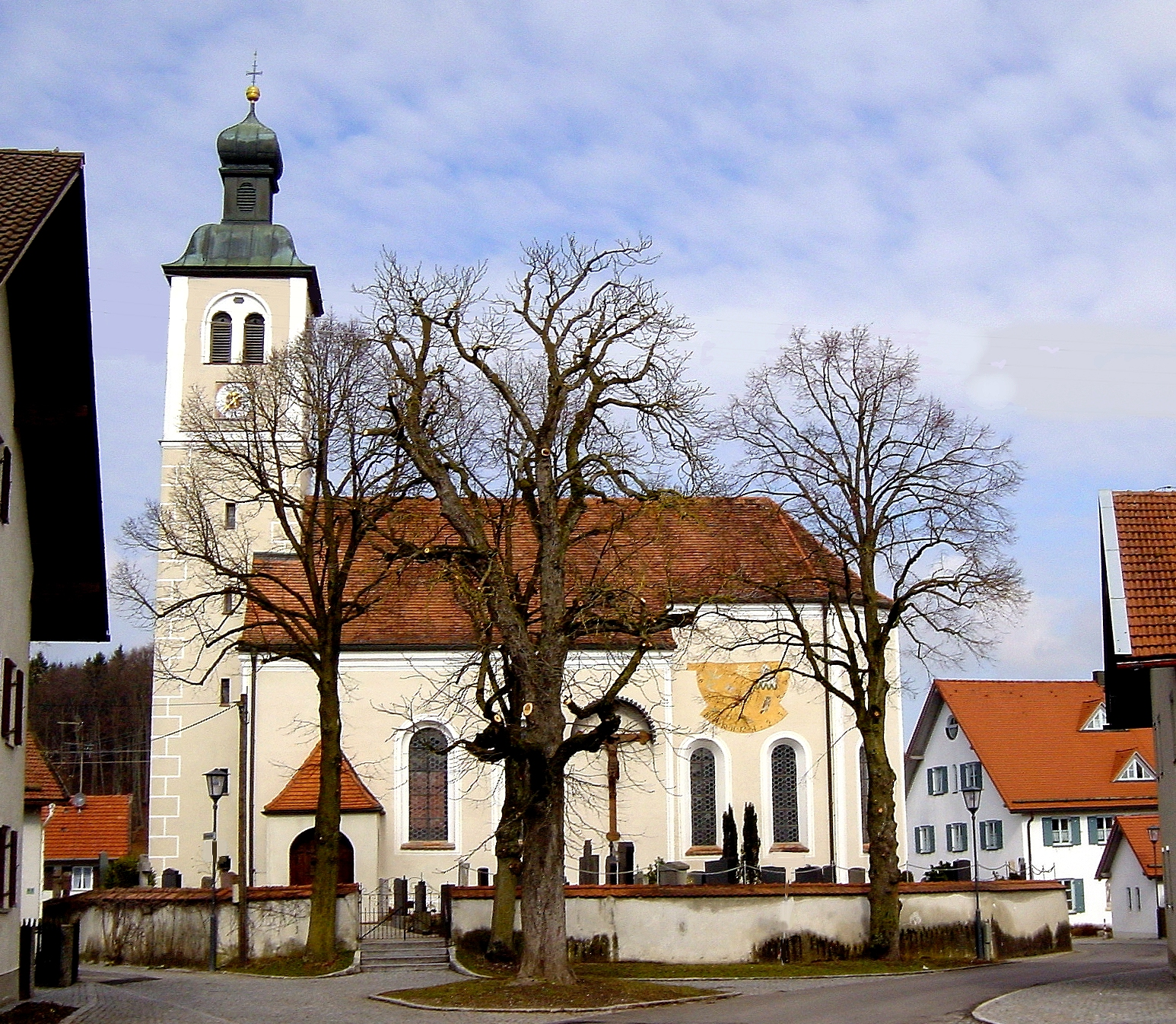
Kirche Mariä Heimsuchung in Perchting

Mariä Heimsuchung, die römisch-katholische Pfarrkirche in Perchting, wurde nach einem Brand zwischen 1768 und 1774 im Stil des Rokoko neu erbaut. Das in seinem Innern prachtvoll ausgestattete Gotteshaus gehört zum Bistum Augsburg. Patrozinium ist das Fest Mariä Heimsuchung am 2. Juli. Die Kirche und der sie umgebende Friedhof stehen unter Denkmalschutz.

## Geschichte

### Frühgeschichte
Die erste urkundliche Erwähnung einer in Perchting vorhandenen Kirche findet sich 1357. Heinrich Perchtinger von Hohenburg, ein Mitglied einer alten Perchtinger Adelsfamilie, verkaufte seinerzeit das Perchtinger Kirchenlehen und die durch Vermächtnisse im Besitz der Kirche befindlichen Gründe an das Kloster Polling. Ob sich das dazu gehörige Kirchengebäude am Standort der heutigen Kirche befunden hat, ist ungewiss. Pfarrer Joseph Dillizer, ein früher Chronist der umliegenden Dörfer, schreibt dazu: „In den älteren Zeiten Stunde (stand) die Kirche außer dem Dorf gegen Westen auf einem schönen Hügl, der aber jetzt mit großen Bäumen überwachsen ist, und wo noch eine schöne, gemauerte Kapelle des Gekreuzigten zum Andenken sich befindet.“ Gemeint damit ist der heutige Kalvarienberg, der auch in einem in der Pfarrei vorhandenen Mirakelbuch aus dem 17. Jahrhundert mit dem Flurnamen „Kirchberg“ bezeichnet wird. Das Buch berichtet über eine Perchtinger Wallfahrt, die 1696 entstanden war. Den Anlass dazu gab eine Kuhherde, die ohne ersichtlichen Grund mehrfach ausgebrochen und dem Hirten entkommen war. Die Dorfgemeinschaft versprach, einen Altar für „unnßer lieben Frau in der mauer“ zu stiften, wenn die Herde unbeschadet zurückkommen würde. Abends „gieng die völlig Herd ganz sitsam yber den Khirchberg herein“. Aus Dankbarkeit holten die Perchtinger die Marienstatue aus der Mauernische und bauten ihr einen Altar, der zur Pilgerstätte für Hilfesuchende aus dem Umland wurde.

### Baugeschichte

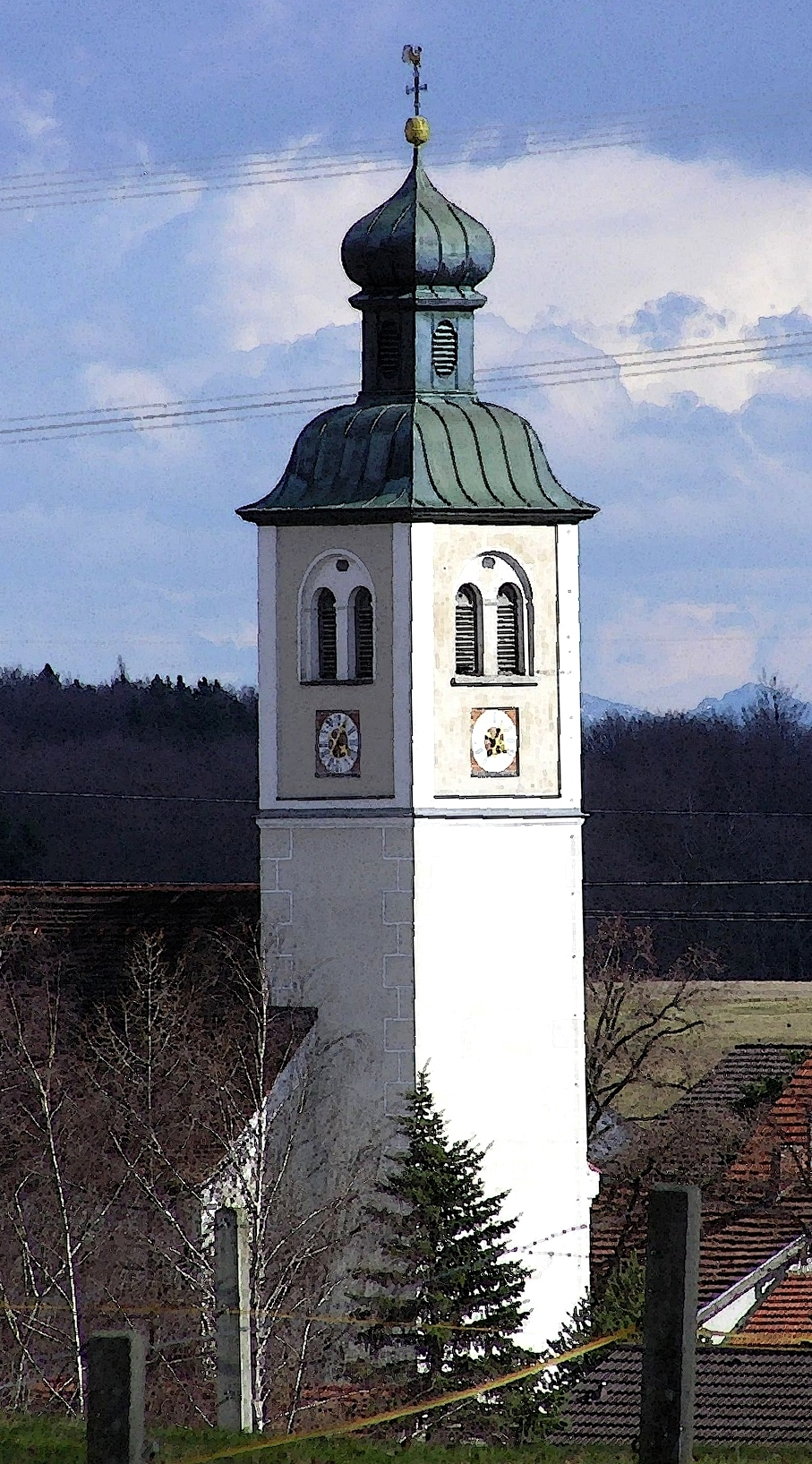

Wann das erste Gotteshaus im Mittelpunkt des Dorfes erbaut wurde, ist nicht bekannt. Der früheste Hinweis auf einen Kirchenbau, der sich im Bereich der heutigen Kirche befand, stammt aus dem Jahre 1673. Das Gebäude muss aber zu diesem Zeitpunkt bereits sehr alt gewesen sein, denn 1685 wird der Kirchturm als „ganz paufällig“ beschrieben. 15 Jahre später bewilligte der damalige Patronatsherr, der Propst des Klosters Polling, einen Neubau. Den Auftrag erhielt Michael Natter, ein Vorarlberger Baumeister, der bei den Augustiner-Chorherren in Dießen als Stiftsbaumeister tätig war. Zwischen 1701 und 1705 entstand unter seiner Leitung der massiv wirkende, quadratische Turmbau an der Westseite des Kirchengebäudes.
1764 berichten die Kirchenrechnungsbücher über Reparaturen am Dachstuhl, die durch einen Brand entstanden waren, den ein Blitzeinschlag ausgelöst hatte. Das verrußte Kircheninnere wurde 1766 durch den Münchner Maler Franz Kürzinger neu ausgemalt.

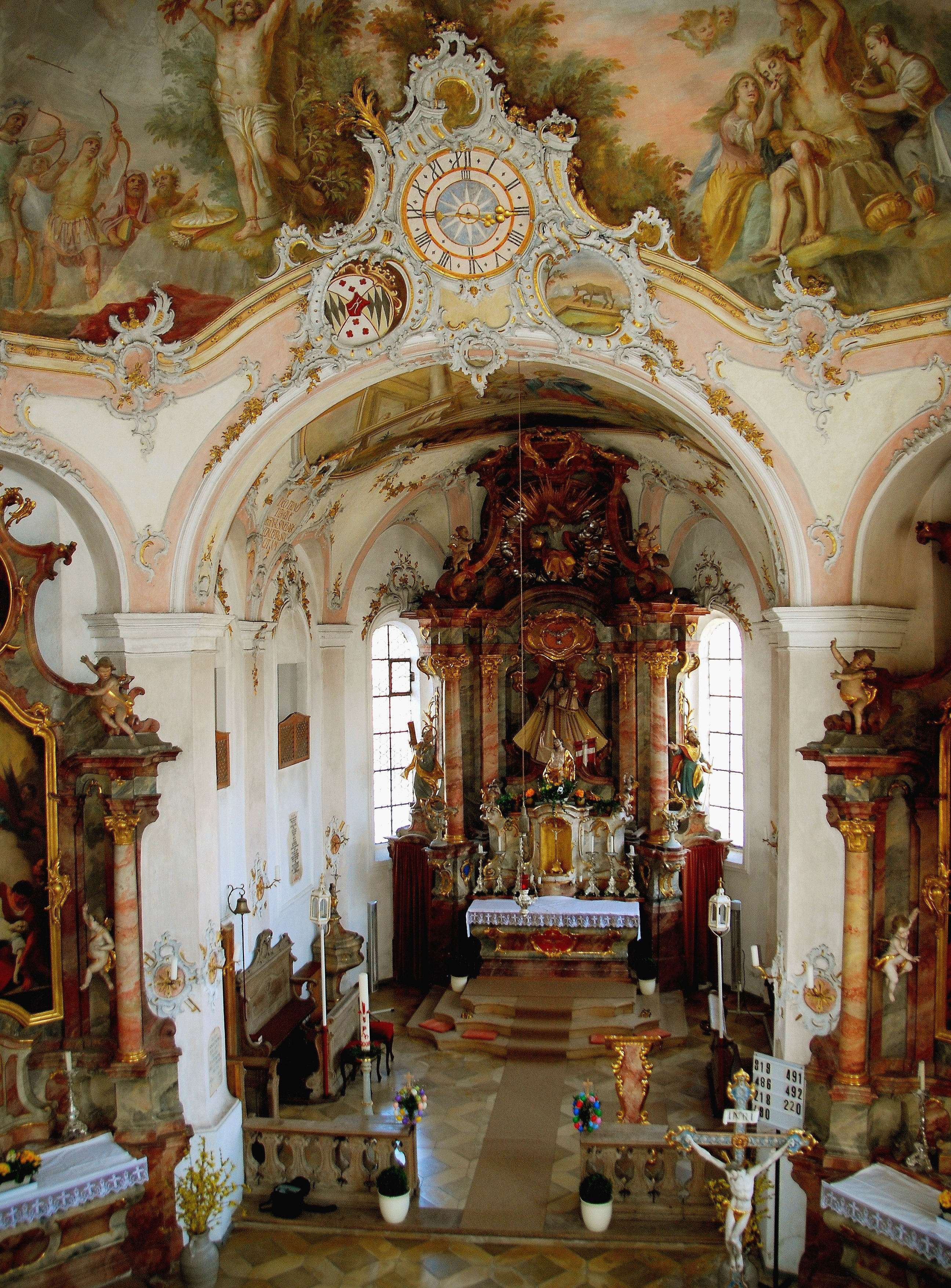
Blick vom Langhaus in den Chorraum der Kirche

Nur zwei Jahre später führte ein erneuter Brand zur völligen Zerstörung des aus Holz erbauten Langhauses. Am 14. April 1768 war in einem Söldnerhaus ein Feuer ausgebrochen, das sich mit großer Geschwindigkeit verbreitete und vier Bauernhöfe, sieben Sölden, den Pfarrhof und die Kirche in Schutt und Asche legte. In wenigen Stunden waren damit ein Drittel aller Perchtinger Anwesen vernichtet. „Es ist mir gewiss recht schmerzlich zu vernehmen, das die arme Perchtinger ein so grosses Unglück mittels der so entsezlichen feuersbrunst betroffen habe, und bedaur sie von herzen“, schreibt Anton Clemens Graf Toerring-Seefeld, der 1765 von den Pollingern das Kirchenpatronat und damit die Fürsorgepflicht für das Gotteshaus übernommen hatte. Auch die alten Patronatsherren, vertreten durch ihren baufreudigen Propst Franz Töpsl, nahmen Anteil und versprachen finanzielle und praktische Hilfe beim Wiederaufbau. Bereits am Ende des Jahres 1768 stand der Rohbau, dessen Planung und Ausführung der Münchner Stadtbaumeister Balthasar Trischberger übernommen hatte. Der Innenausbau im Stil des Rokoko hingegen zog sich in die Länge. Erst nachdem sich Kurfürst Max III. Joseph auf Bitten des Pfarrers um weitere Mäzene bemüht hatte, konnten die Arbeiten fortgesetzt und 1774 fertig gestellt werden.

## Ausstattung
Für die Ausstattung wurden Künstler beauftragt, die zu den besten ihrer Zeit gehörten. Die den Blick auf sich ziehenden prachtvollen Deckenfresken schuf Johann Baptist Baader. Der auch unter dem Namen „Lechhansl“ bekannte Freskant wählte als Thema für das Deckengemälde des Chorraums den zum Patrozinium passenden Besuch Marias bei ihrer Base Elisabeth. Das große Deckenfresko des Langhauses erzählt die Geschichte der beiden Martyrien des Hl. Sebastian.
Der Hochaltar, die Seitenaltäre, Kanzel, Empore und Taufbecken sind Arbeiten des Kistlers und Bildschnitzers Bartholomäus Zwinck aus Murnau. Die Bildhauerarbeiten am Hochaltar und Skulpturen entstanden in der Werkstatt des bedeutenden Rokokobildhauers Franz Xaver Schmädl in Weilheim. Von dem Münchner Hofstuckator Franz Xaver Feuchtmayer der Jüngere aus der Wessobrunner Schule stammt die Stuckierung der Kirche und von dem Starnberger Maler Andreas Schnabl die Marmorierung der Altäre. Gemeinsam gelang ihnen ein Kunstwerk, das den Zeitgeist des Rokoko in Altbayern ausstrahlt.

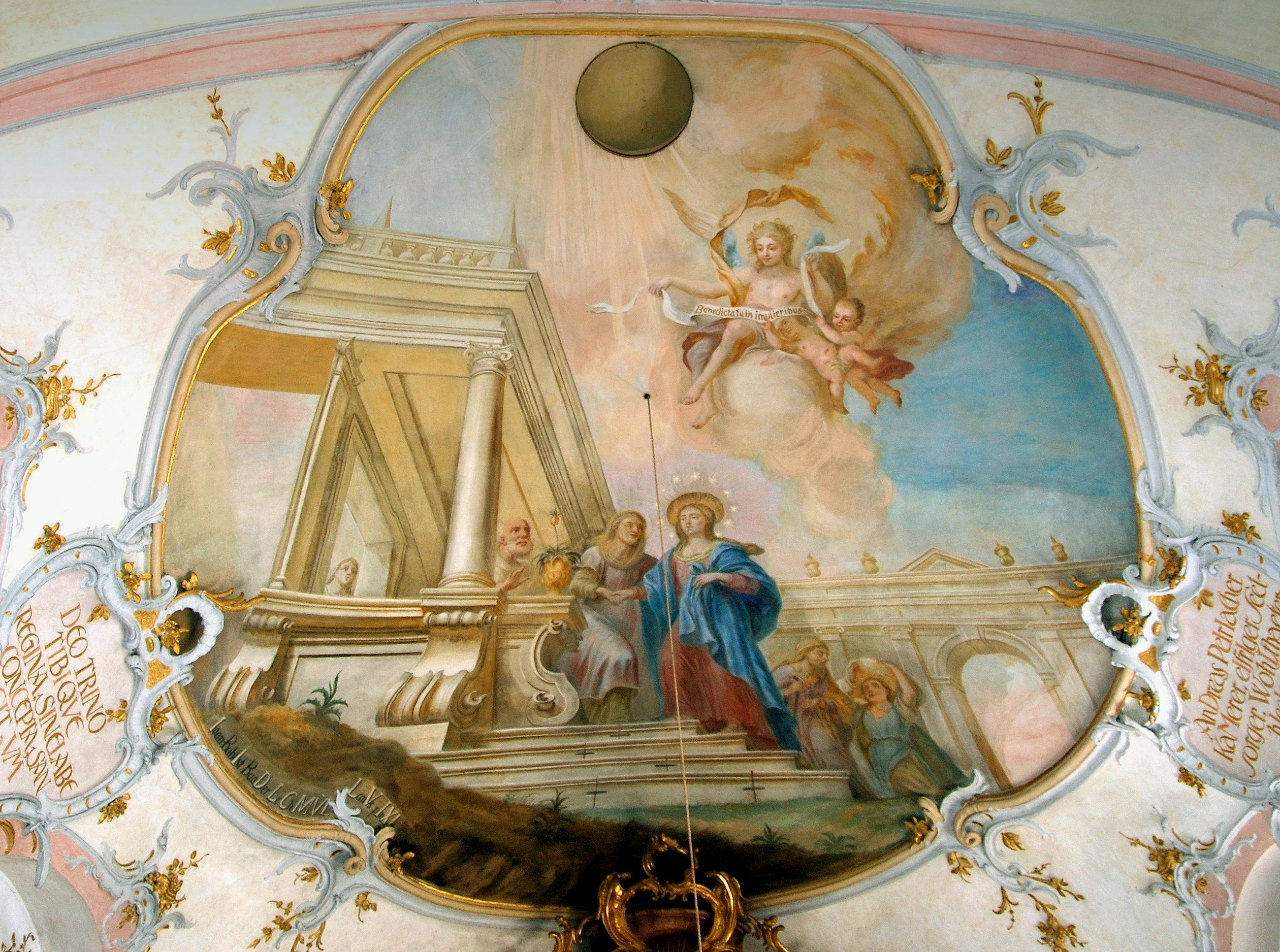
Chorfresko Mariä Heimsuchung von Johann Baptist Baader
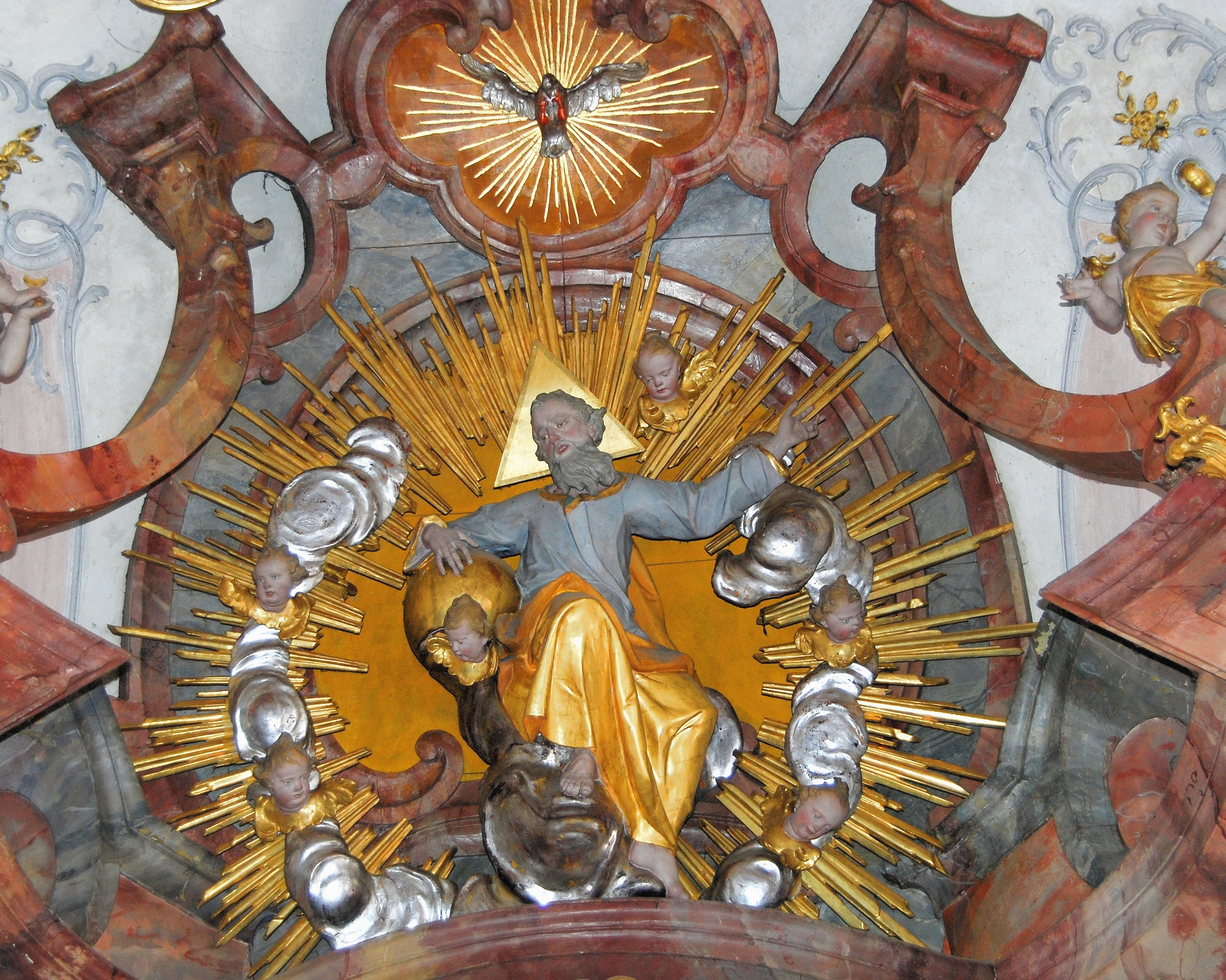
Detail am Hochaltar: Gottvater als Weltenherrscher von Franz Xaver Schmädl
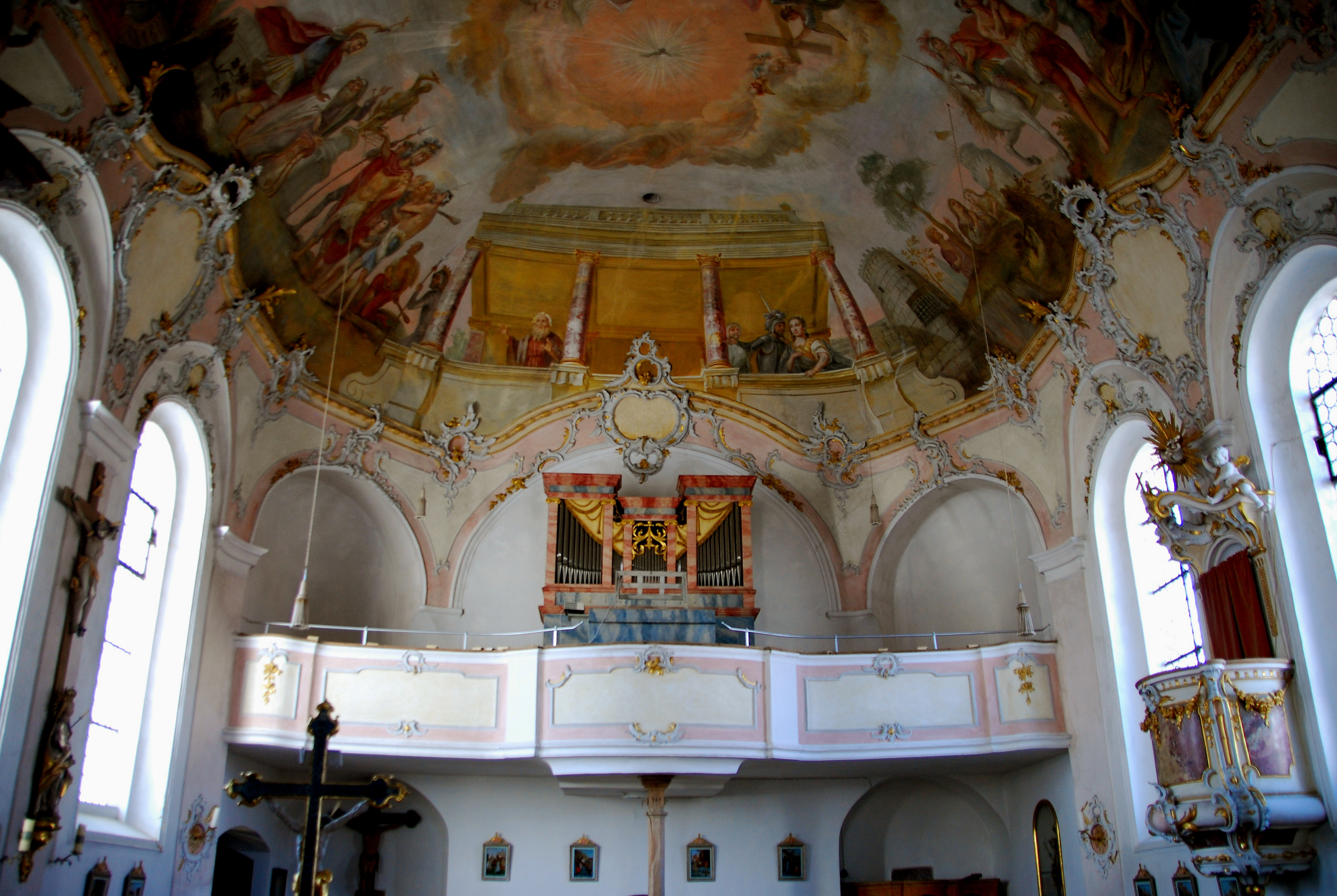
Westseite des Innenraums mit Orgel und Empore
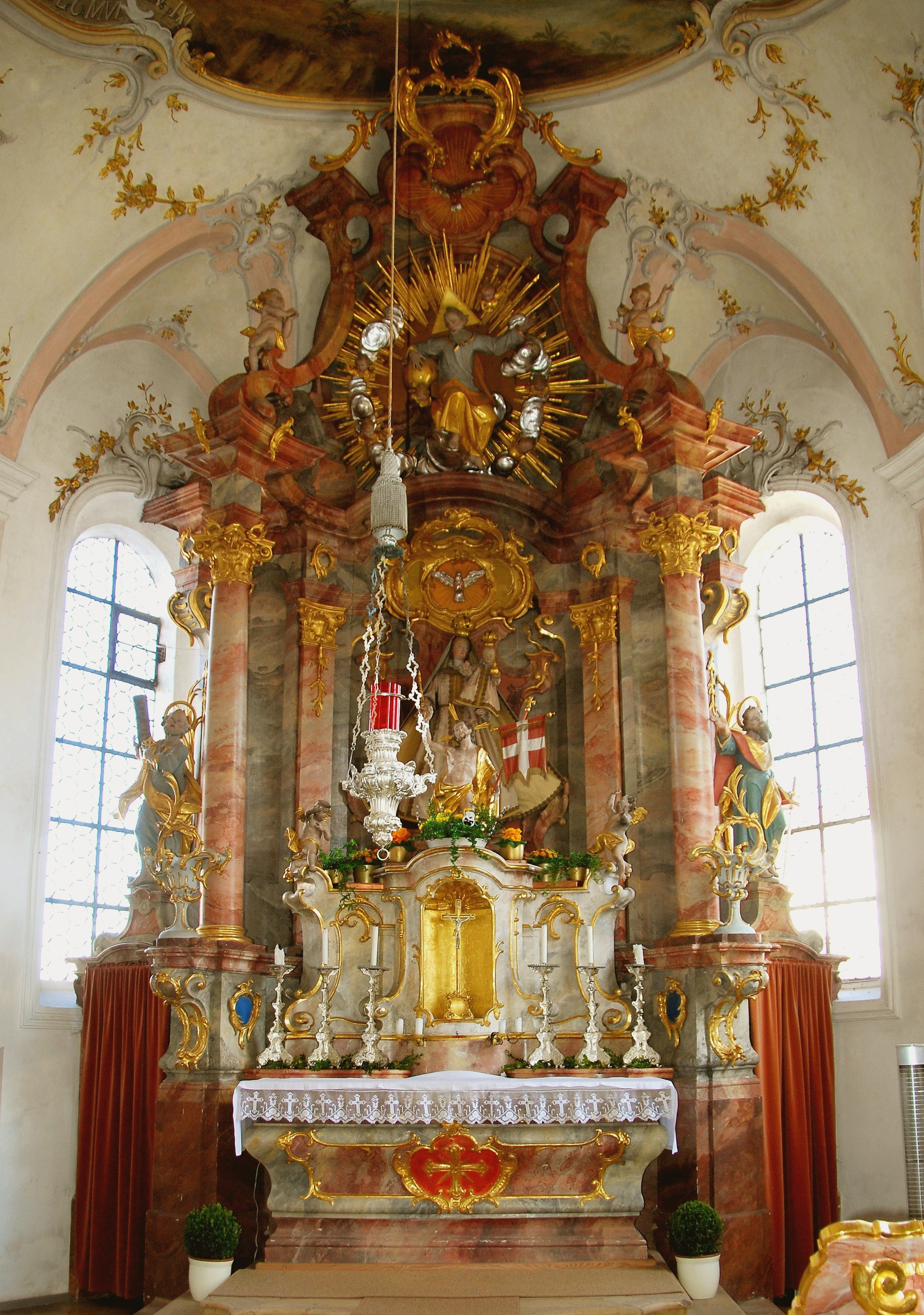
Hochaltar mit Bildhauerarbeiten von Franz Xaver Schmädl
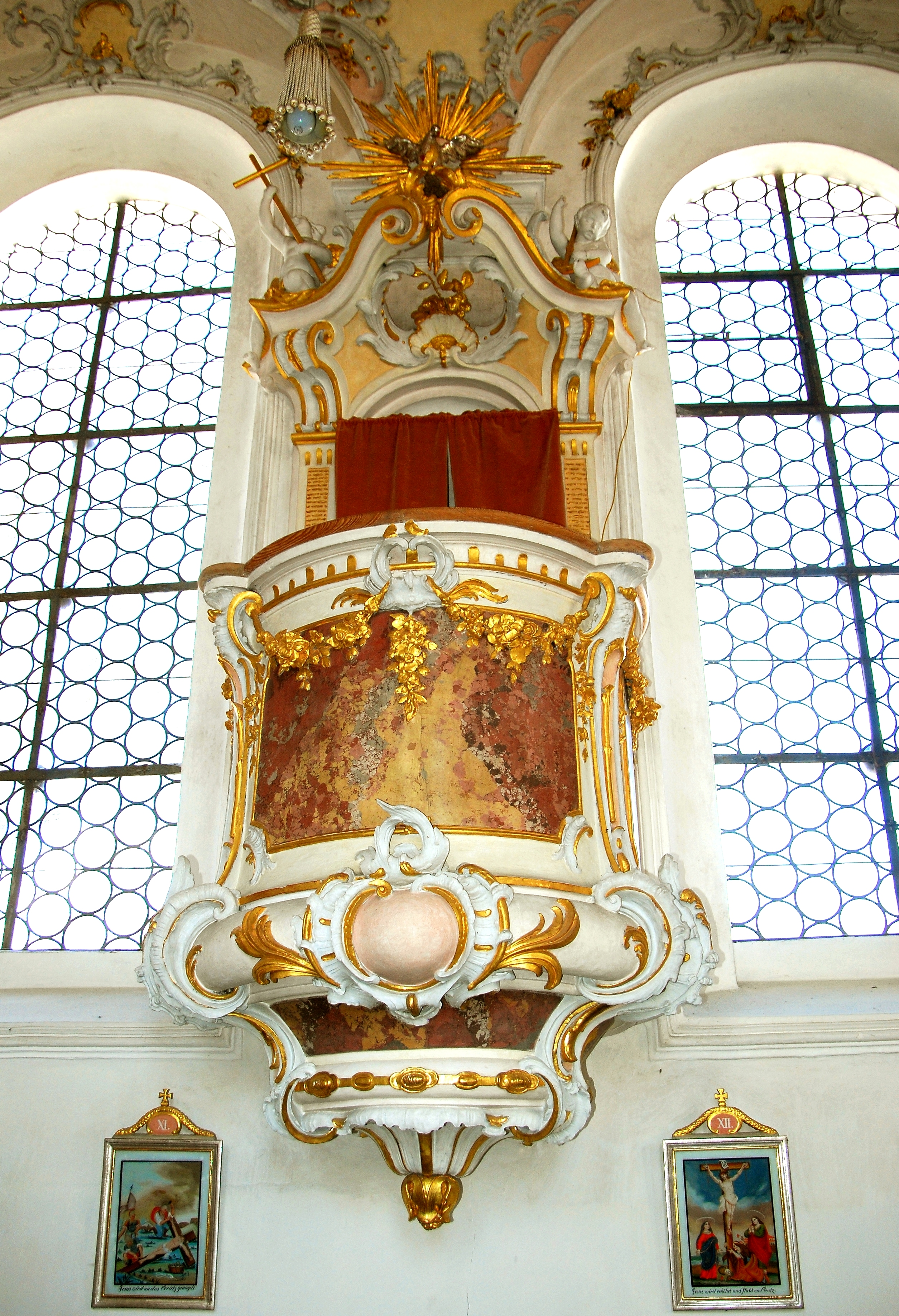
Stuckierte Kanzel von Franz Xaver Feuchtmayer d. J.
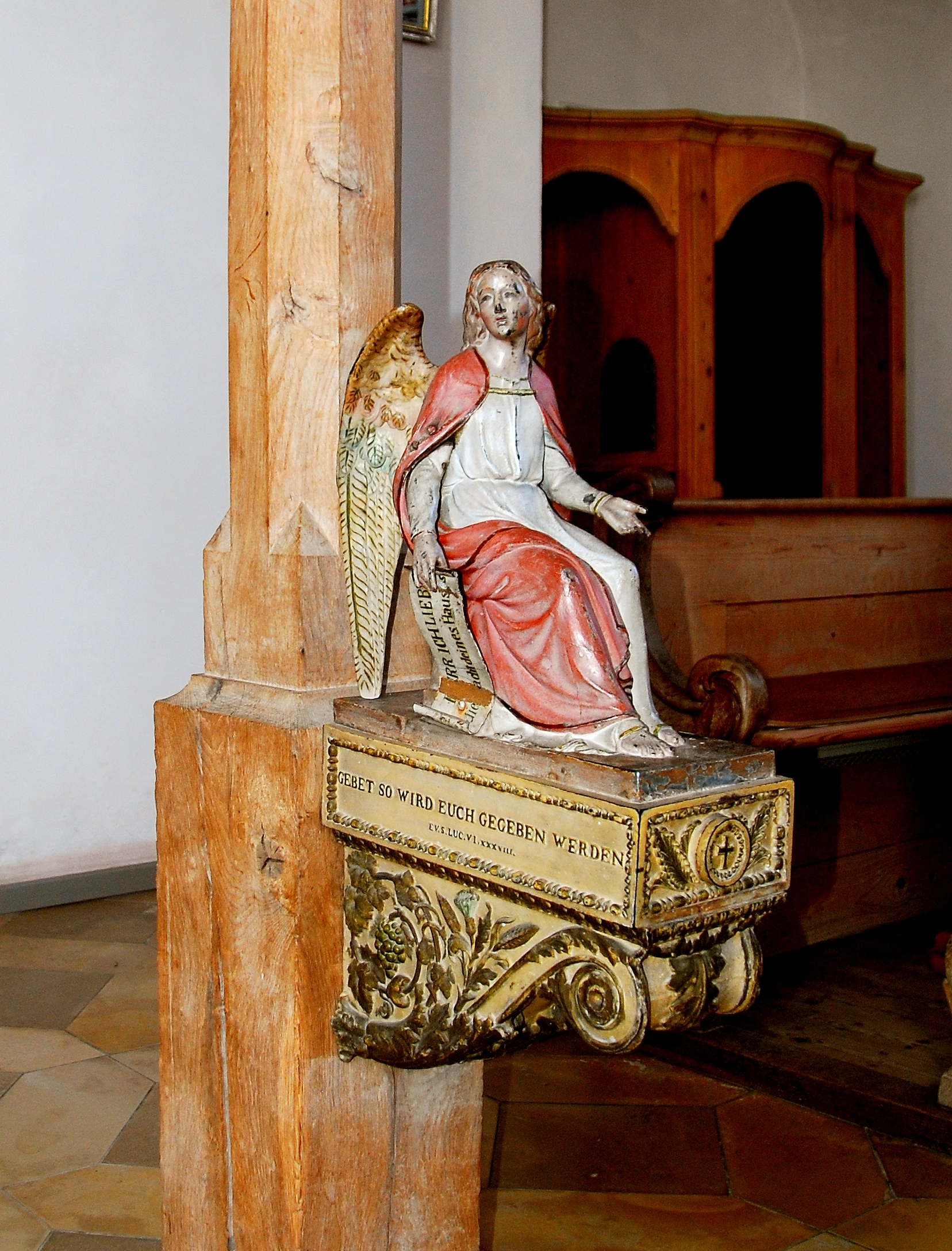
Schmiedeeiserner Opferstock mit Engel
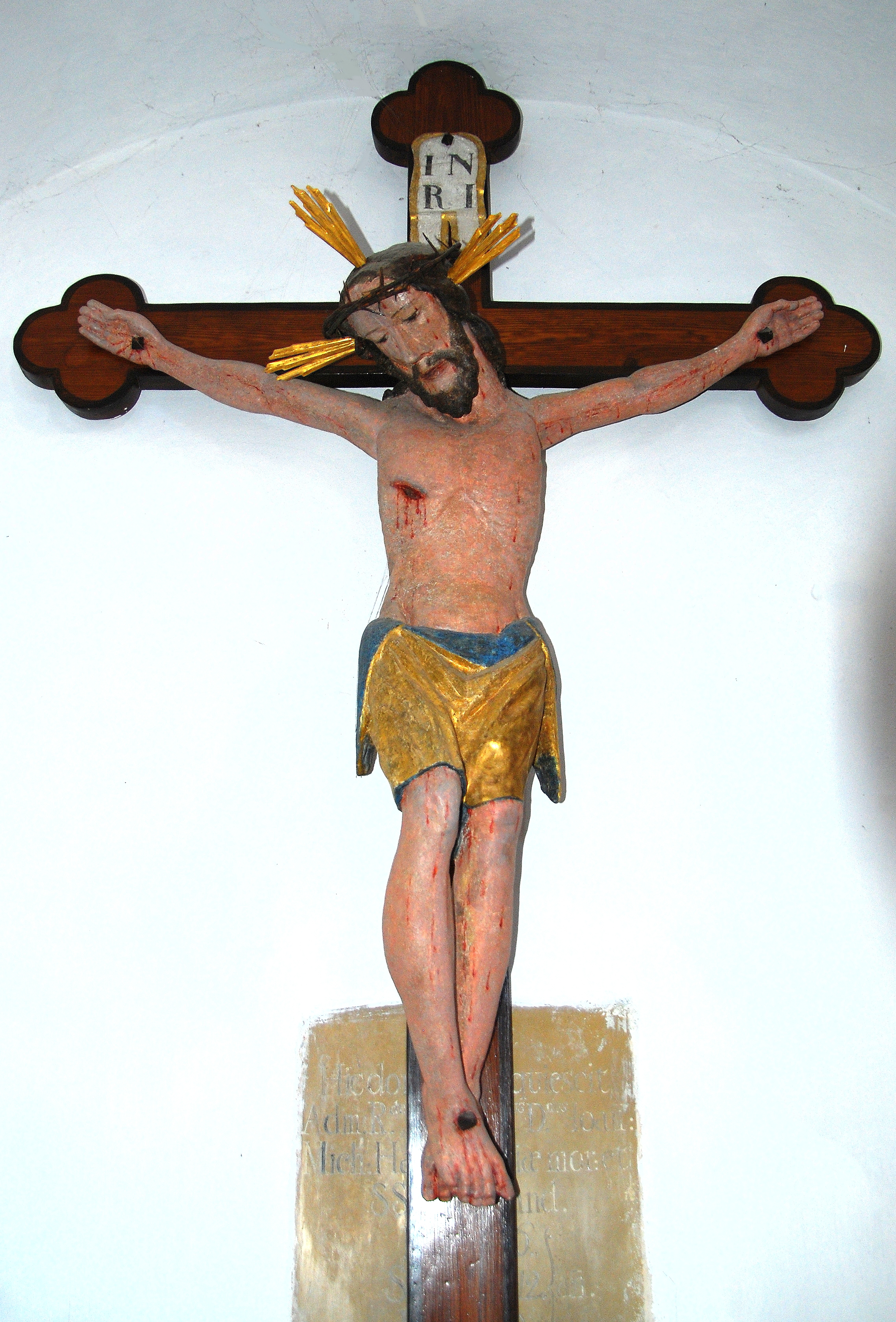
Frühgotisches Kruzifix aus dem 14. Jahrhundert
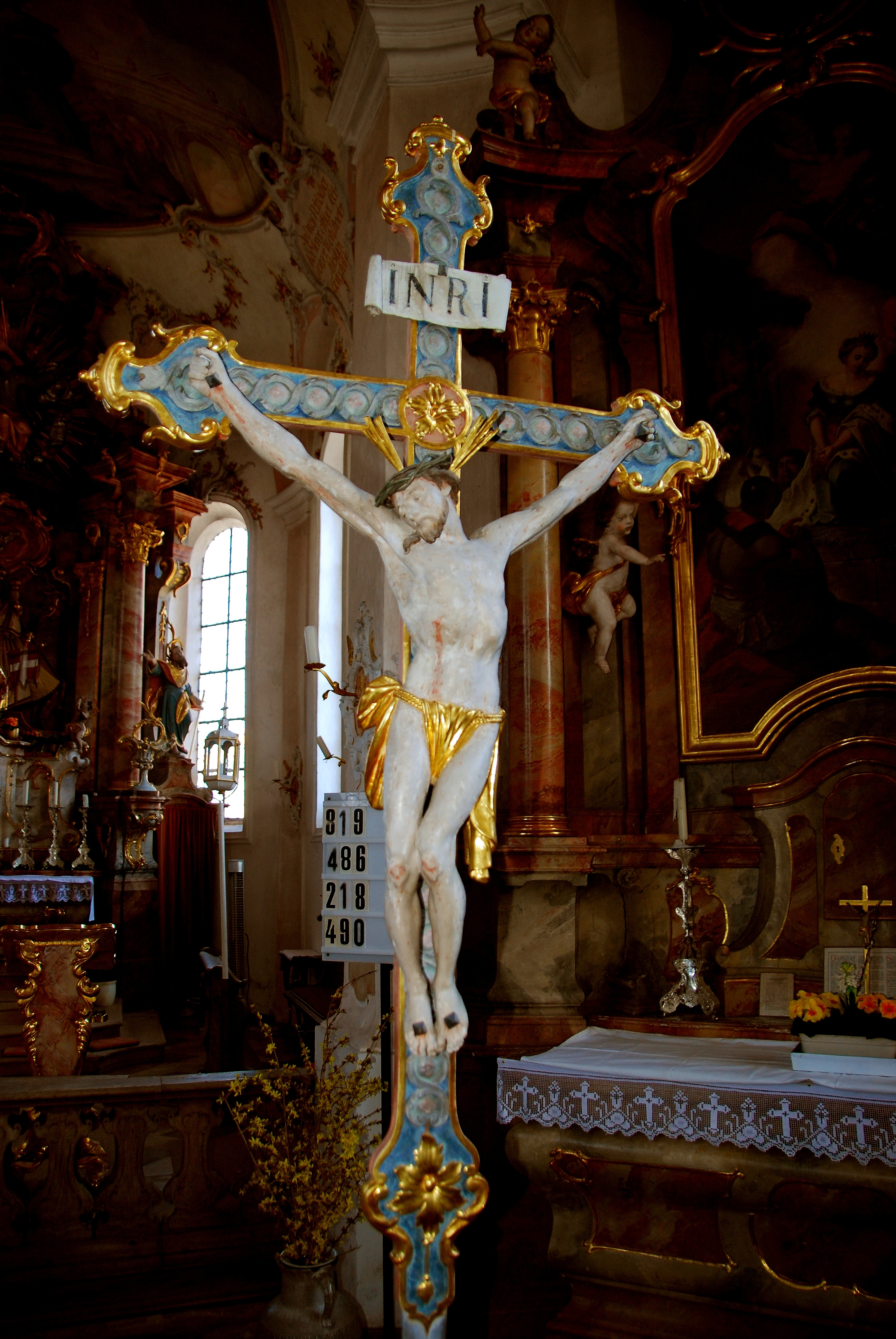
Prozessionskreuz von Franz Xaver Schmädl

## Glocken

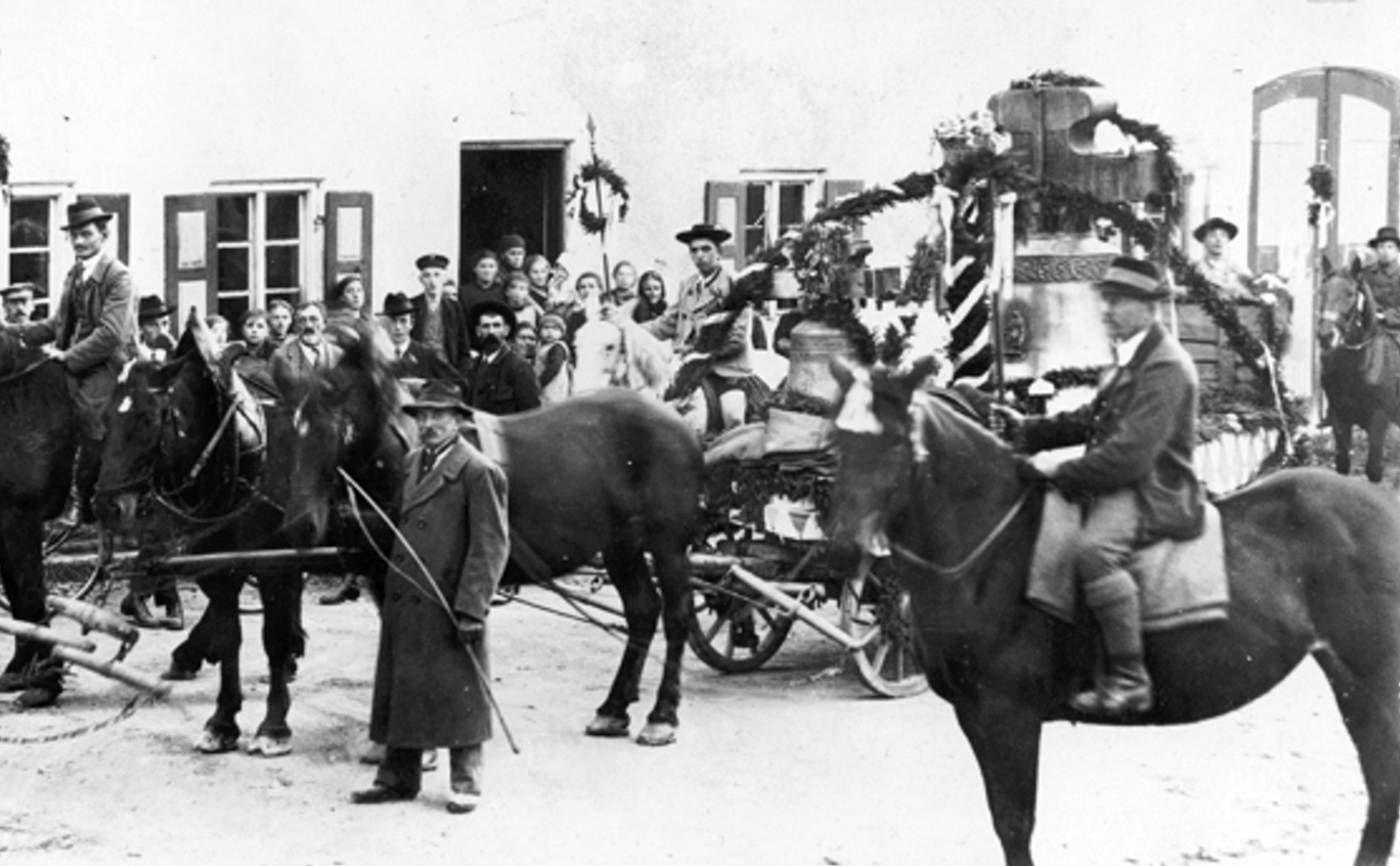
1920: Feierlicher Einzug der neuen Kirchenglocken

Zur Neuerrichtung des Gotteshauses waren 1769 zwei Kirchenglocken angefertigt worden von denen eine während des Ersten Weltkrieges an das Kriegskommissariat abgeliefert werden musste. „Die Verbitterung war sehr groß. Man drohte, den Kommissär mit dem Glockenschwengel zu erschlagen,“ heißt es dazu im Tagebuch der Perchtinger Pfarrer. Als Ersatz erwarb die Pfarrgemeinde nach dem Krieg zwei Glocken der Kirche in Waltenhofen, die 1920 in einem feierlichen Zug ins Dorf gebracht wurden. Eine dritte Glocke kam 1921 hinzu. Sie trug die Aufschrift: „Vor Pest, Hunger und Krieg verschone uns der Herr. Gewidmet Perchtings Helden 1914/18.“

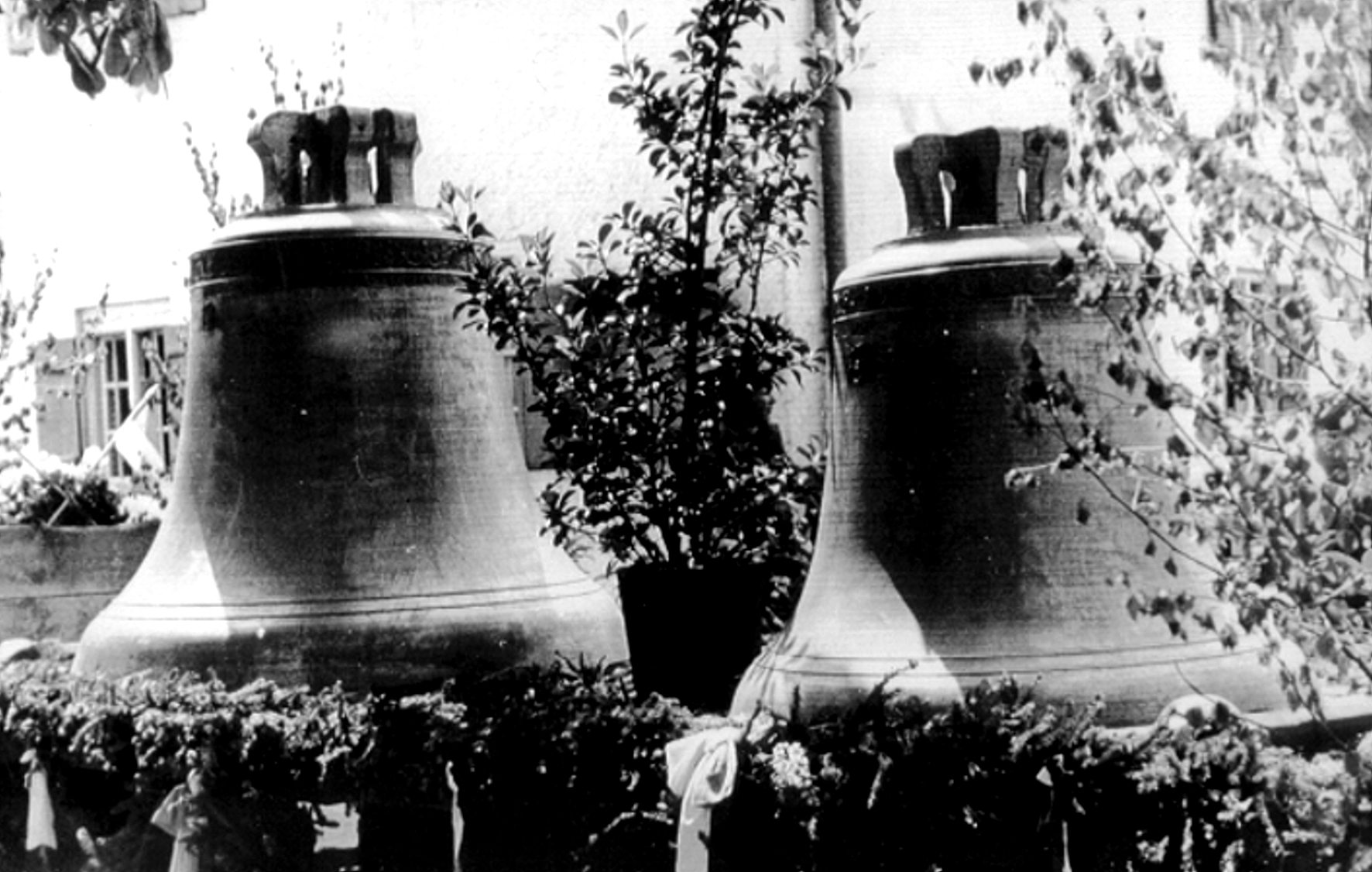
1948: Zwei neue Glocken für Perchtings Geläut

Zwei Jahrzehnte später wurden zwei dieser drei neuen Kirchenglocken als kriegswichtiger Rohstoff für den Zweiten Weltkrieg abgeholt und eingeschmolzen. Die letzte der 1769 gegossenen Glocken wurde ebenfalls konfisziert, konnte aber nach dem Krieg in einem Glockensammellager gefunden und zurückgeholt werden. Bis heute schlägt sie die Viertelstunde ein.
Zwei neue Glocken, die die Pfarrgemeinde 1948 von einer Glockengießerei in Westfalen erwerben konnte, ersetzten die erzwungene „Metallspende“. Bezahlt wurden sie teils in Reichsmark und teils – wie kurz nach dem Krieg üblich – im Tauschhandel gegen Bauholz aus Perchtings Wäldern.

## Einzelnachweise

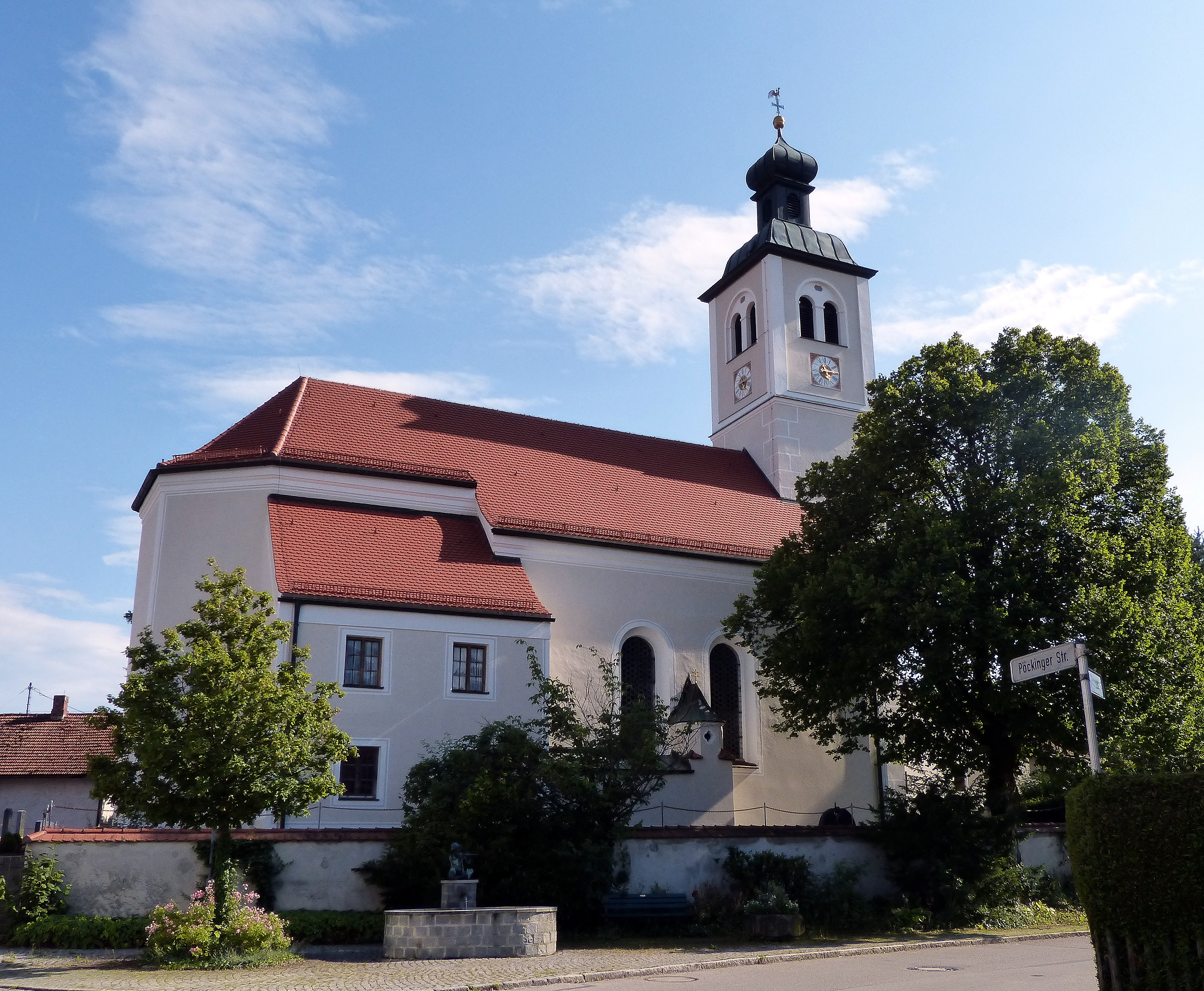
Nordseite der Pfarrkirche Mariä Heimsuchung